# Дерева-сестри
Дерева-сестри — ботанічна пам'ятка природи місцевого значення. Об'єкт розташований у Золотоніському районі Черкаської області, село Крутьки, урочище Кропивне.
Площа — 0,01 га, статус отриманий у 1975 році.